# Industrial and mining water research unit
El Industrial and Mining Water Research Unit (IMWaRU - Unidad de Investigación del Agua Industrial y Minera) es un grupo de investigación con sede en la Facultad de Química e Ingeniería Metalúrgica de la Universidad de Witwatersrand , Johannesburgo.
La unidad se ocupa de muchos problemas del agua relacionados con la industria y la minería.
Los miembros del grupo han tenido presentaciones realizadas en: 
- South African Institution of Chemical Engineering 2012 (Champagne Sports Resorts, South Africa);[3][4][5][6]
- Water Institute of Southern Africa 2012 (Cape Town, South Africa);[7]
- International Conference on Energy, Nanotechnology and Environmental Sciences 2013 (Johannesburg, South Africa);[8]
- International Conference on Power Science and Engineering 2013 (Paris, France);[9]
- Water in Mining 2013 (Brisbane, Australia);[10][11]
- Water in Mining 2014 (Viña del Mar, Chile);[12][13]
- Water Institute of Southern Africa 2014 (Mbombela, South Africa);[14][15][16][17]
- International Conference on Acid Rock Drainage 2015 (Santiago, Chile);[18]
- 25th Annual SETAC European Meeting 2015 (Barcelona, Spain);[19]
- African Utility Week 2015 (Cape Town, South Africa);[20]
- Sustainability Week 2015 (Water Resource Seminar) (Pretoria, South Africa);[21]
- Life Cycle Management 2015 (Bordeaux, France);[22][23][24][25]
- School of Chemical and Metallurgical Engineering 21st Birthday conference;[26]
- Water Institute of Southern Africa 2016 (Durban, South Africa)[27][28][29][30][31]

El grupo cuenta con una amplia gama de publicaciones de investigación en las áreas que se enumeran a continuación:
- Los humedales artificiales.[7]

- La huella de agua.[32][33]

- Drenaje ácido de minas.[34]

- Análisis de ciclo de vida (ACV).[35][36]